# 충청매일
충청매일은 충청북도의 지역 신문사이다.

## 연혁
- 1999년 11월 1일 창간.